# Rezervația naturală Denejkin Kamen
Rezervația naturală Denejkin Kamen (în rusă Денежкин камень) este o rezervație naturală instituită pe suprafața muntelui Denejkin Kamen (în traducere liberă – „Piatra Denejkin”), pe versantul estic al Munților Ural Centrali. Denejkin Kamen este unul dintre cele mai înalte vârfuri din Ural (1.492 m), iar suprafața rezervației este dominată de taiga vest-siberiană și puțină tundră. Denejkin Kamen este singura rezervație naturală din bazinul hidrografic al versantului estic al Uralului și a fost fondată pentru a ocroti pădurea relativ virgină de acolo. În pădurile ancestrale nu există așezări omenești și nici drumuri de exploatare forestieră. Rezervația este situată la aproximativ 400 km nord de Ekaterinburg, în vecinătatea orașului Severouralsk din nordul regiunii Sverdlovsk.

## Topografie
Aproape jumătate din rezervație este acoperită de piatră (șist și sienit-gnais), o pătrime este împădurită, iar restul teritoriului este populat de arbuști. Aici izvorăște râul Sosva, afluent al râului Tavda, la rândul său afluent al Obiului, care se revarsă în Marea Kara la nord. Rezervația se află pe versantul estic al Uralului și este marginită de la est de Câmpia Siberiei de Vest, iar la vest de creasta Uralilor, care marchează efectiv granița dintre Europa și Asia.

## Climat și ecoregiune

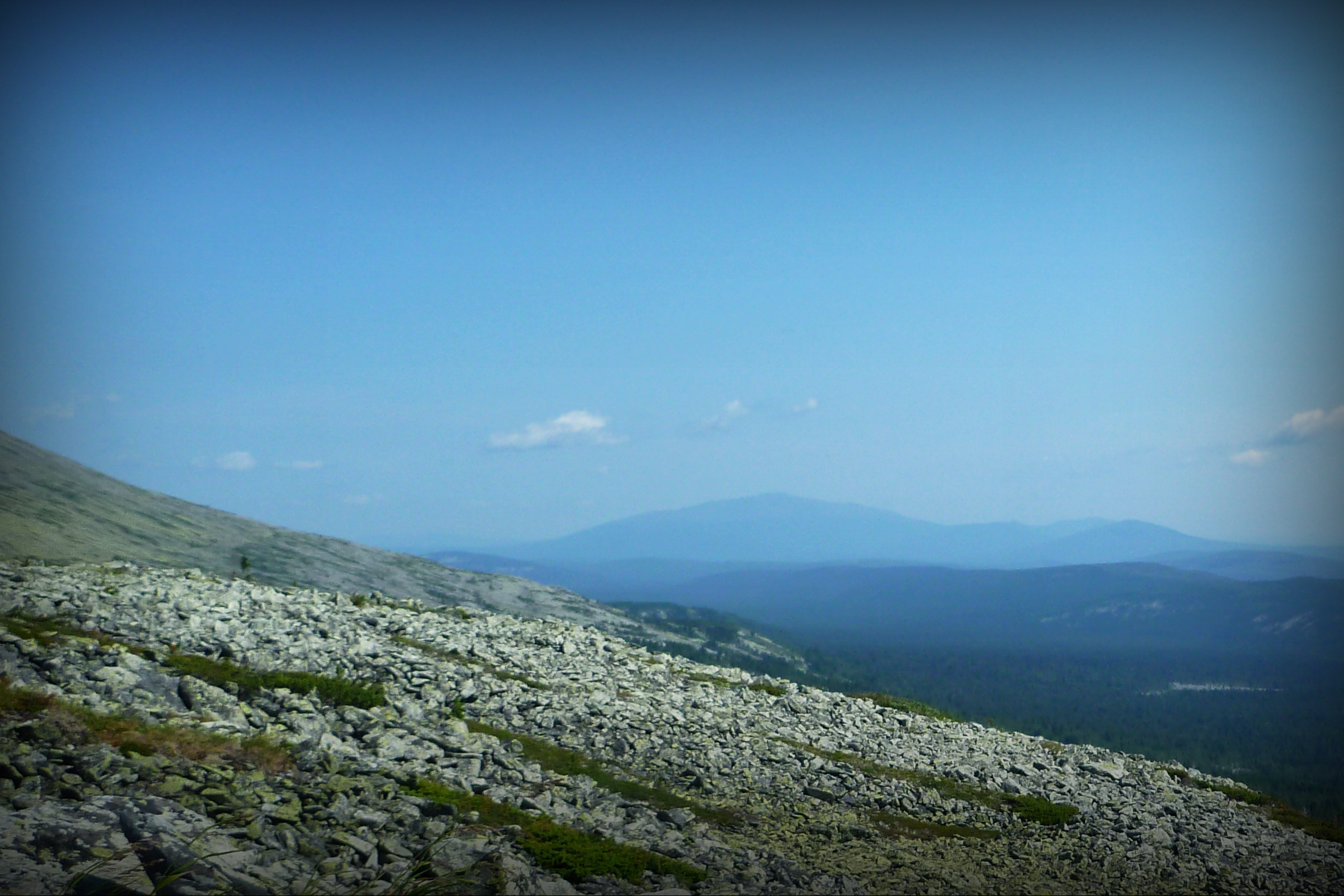
Denezhin Kamen la altitudinea de 981 metri

Rezervației îi este caracteristică taigaua Siberiei de Vest, care acoperă Câmpia Siberiei de Vest de la Ural până la Platoul Siberiei Centrale. Regiunea este brăzdată de masive forestiere de conifere și de zone umede precum mlaștinile.
Climatul din Denejkin Kamen este continental umed cu veri scurte (în clasificarea climatică Köppen – climă subarctică). Verile sunt scurte (doar 1-3 luni cu temperaturi peste 10 °C), iar iernile reci, cu zăpadă. Temperatura medie în ianuarie este -20,3 °C; în iulie 12,9 °C.

## Floră și faună
Comunitățile florale sunt repartizate după zone de altitidine: taiga nordică, zonă subalpină (750-850 metri) și munte gol (peste 1.000-1.200 metri). Sub zonele montane lipsite de vegetație, pădurile sunt tipice pentru taigaua nordică a Siberiei de Vest: 38% conifere întunecate (molid, pin, brad), 12% pini (în estul și sudul rezervației) și 35% pădure mixtă. Se întâlnesc frecvent arbuști precum sorbul și zmeurul.
În rezervație viețuiesc animale care provin atât din comunitățile de la vest de Ural, cât și din cele de la est. Elanii se întâlneau frecvent în trecut, dar populația a fost afectată de braconajul practicat în teritoriile învecinate rezervației. În 1994, s-a înregistrat întoarcerea castorilor în rezervație.
Au fost înregistrate 37 de specii de mamifere. Zona este un sit de importanță aviafaunistică, găzduind 140 de specii de păsări, dintre care 111 cuibăritoare. 10 specii de păsări semnalate în rezervație sunt incluse în Cartea Roșie a Rusiei, inclusiv gârlița mică și vânturelul de seară.

## Statut de protecție
Denejkin Kamen are un nivel de protecție strict, de aceea accesul publicului larg este în mare parte îngrădit, cu excepția oamenilor de știință și a persoanelor care popularizează astfel de arii protejate. Există două trasee ecoturistice deschise publicului, pentru vizitarea cărora este necesară obținerea în avans a unui permis. Unul din ele este o excursie de rafting pe râul Sosva, iar celălalt un traseu de drumeție de 20 km până la vârful creastei principale a Uralilor. Turiștii care intră în rezervație fără însoțitori certificați sunt amendați.
Conducerea rezervației se află în orașul Severouralsk.